# Нижневартовск (аэропорт)
Международный аэропорт Нижнева́ртовск — международный аэропорт федерального значения, расположенный в 4 км к северо-западу от одноимённого города в Ханты-Мансийском округе — Югре.

## История
История создания аэропорта в городе Нижневартовске начинается с 1965 года. Тогда в небольшом приписном аэропорту базировалось звено самолётов Ан-2 и вертолётов Ми-4.
В декабре 1969 года приказом Министра гражданской авиации СССР на базе авиазвена было образовано самостоятельное авиапредприятие «Нижневартовская объединенная авиаэскадрилья».
В 1971 году аэропорт перебазирован на нынешнее место. В эксплуатацию была принята искусственная взлётно-посадочная полоса.
В 1972 году в аэропорту Нижневартовск впервые произвел посадку самолёт Ту-134 (из Тюмени). С тех пор открылись регулярные авиарейсы на Москву на самолёте Ту-134. Авиапредприятие начало осваивать вертолёт Ми-6 и приступило к реконструкции аэропорта.
С 1973 года аэропорт начал принимать самолёты Ту-154. Открылись прямые рейсы на Москву, Ленинград, Киев, Минск, Симферополь, Сочи, Минеральные Воды, в города Поволжья. Ежедневно в аэропорту приземлялись самолёты с вахтовыми бригадами из Татарии, Башкирии, центральных районов России.
В 1989 году в аэропорту началась вторая реконструкция, после завершения которой в 1990 году аэропорт Нижневартовск стал регулярно принимать аэробусы Ил-86.
С 1992 года аэропорт включён в состав аэропортов федерального значения, была принята программа третьей реконструкции аэропорта.
В 1994 году Нижневартовское авиапредприятие стало предприятием первого класса.
В 1998 году аэродром Нижневартовска признан Федеральной авиационной службой Российской Федерации соответствующим сертификационным требованиям Первой категории ИКАО и пригодным для международных полетов.
21 апреля 2005 года приказом Минтранса РФ № 34 аэропорт города Нижневартовска открыт для выполнения международных полётов пассажирских и грузовых воздушных судов.
В 2019 году был назван в честь В.И Муравленко.
В 2023 году аэропорт Нижневартовска передан в долгосрочную аренду компании «НИЖНЕВАРТОВСК АЭРО», входящей в Аэрофьюэлз Групп https://www.forbes.ru/profile/aerofyuelz-grupp
Компания взяла на себя обязательства по реконструкции и обновлению инфраструктуры аэропорта.

## Современное состояние
Аэропорт связан воздушными линиями более чем с тридцатью городами России и СНГ; выполняются международные рейсы в Азербайджан, Кыргызстан, Таджикистан, Узбекистан. 
В аэропорт «Нижневартовск» выполняют регулярные рейсы более 10 авиакомпаний.

## Принимаемые типыВС
Ан-12, Ан-24, Ан-26, Ан-28, Ан-30, Ан-32, Ан-72, Ан-74, Ан-124, Ан-148, Ил-62, Ил-76, Ил-86, Ил-96, Ил-114, Ту-134, Ту-154, Ту-204, Ту-214, Як-40, Як-42, Airbus A310, Airbus A319, Airbus A320, Airbus A321, Airbus A330(-200,-300), ATR 42, ATR 72, Boeing 737(-200,-300,-400,-500,-700,-800), Boeing 757-200, Boeing 767(-200,-300), Bombardier CRJ 100/200, DC-10, DC-30, Embraer EMB 120 Brasilia, MD-11F, MD-82, Sukhoi Superjet 100, Pilatus PC-12, SAAB-340, Cessna 208 и более лёгкие, вертолёты всех типов. Классификационное число ВПП (PCN) 54/R/B/W/T.

## Пассажирооборот
| год                        | 2008  | 2009  | 2010  | 2011  | 2012  | 2013  | 2014  | 2015  | 2016  | 2017  | 2018  | 2019  | 2020  | 2021  | 2022  | 2023  |
| Пассажирооборот тыс. пасс. | ↗ 652 | ↘ 494 | ↗ 568 | ↗ 570 | ↗ 594 | ↗ 646 | ↗ 694 | ↗ 803 | ↘ 618 | ↗ 681 | ↘ 670 | ↗ 749 | ↘ 460 | ↗ 639 | ↗ 651 | ↗ 719 |

## Авиакомпании и направления
Аэропорт Нижневартовск на июнь 2025 года обслуживает рейсы следующих авиакомпаний:
Кроме того, из аэропорта выполняются местные рейсы на вертолётах Ми-8.

## Транспортное сообщение
Нижневартовск связан с аэропортом четырьмя городскими автобусными маршрутами:
- 4 (Аэропорт — п. «У Северной Рощи», обслуживает ООО "Домтрансавто");
- 9 (Аэропорт — рынок «Старовартовский», обслуживает ООО "Домтрансавто");
- 15 (Железнодорожный вокзал — Аэропорт, обслуживает ООО "Домтрансавто");
- 21 (Аэропорт — Железнодорожный вокзал — ДРСУ, обслуживает ООО "Домтрансавто").

## Достопримечательности
На въезде из города в аэропорт установлена «Аллея Почёта авиационной техники», которая успела стать одной из главных достопримечательностей не только аэропорта, но и города. Многие молодожёны приезжают сюда возложить цветы в знак благодарности тем, кто помог покорителям Самотлора сделать город процветающим. Осенью 2024 года большинство экспонатов Аллеи было демонтировано по решению администрации города. О дальнейшей судьбе одной из главных городских достопримечательностей ничего не известно.

## Аварии и происшествия
- В понедельник 13 октября 1969 года при посадке в аэропорту Нижневартовска потерпел катастрофу Ан-24Б компании Аэрофлот, в результате чего погибли 24 человека. Самолёт выполнял рейс 227 по маршруту Тюмень — Сургут — Нижневартовск.

- В воскресенье 24 января 1988 года в окрестностях Нижневартовска при взлёте потерпел катастрофу Як-40 компании Аэрофлот, в результате чего погибли 27 человек. Як-40 с бортовым номером СССР-87549 выполнял рейс 29674 из Нижневартовска в Бугульму с первой промежуточной остановкой в Тюмени (аэропорт Рощино).